# Saturday (Oooh Oooh!)
"Saturday (Oooh! Ooooh!)" это очередной сингл Ludacris'а из альбома Word of Mouf. Песня была написана Р. Мюррером, Р. Уэйдом, П. Брауном и К. Бриджесом а спродюсирована Organized Noise. 
Песня дебютировала в Billboard Hot 100 на #95 16 Февраля 2002 года.

## Чарты
| Чарт (2002)                          | Позиция |
| ------------------------------------ | ------- |
| UK Singles Chart                     | 31      |
| U.S. Billboard Hot 100               | 22      |
| U.S. Billboard Hot R&B/Hip-Hop Songs | 10      |
| U.S. Billboard Hot Rap Singles       | 4       |